# Indotipula itoana
Indotipula itoana är en tvåvingeart som först beskrevs av Alexander 1955.  Indotipula itoana ingår i släktet Indotipula och familjen storharkrankar. Inga underarter finns listade i Catalogue of Life.